# Светско првенство у атлетици у дворани 1999 — скок увис за жене
Такмичење у скоку увис у женској конкуренцији на Светском првенству у атлетици у дворани 1999. у Маебашију одржано је 5. марта.
Титулу светске првакиње освојену на Светском првенству 1997. није бранила Хане Хаугланд из Норвешке.

## Земље учеснице
Учествовало је 8 скакачица увис из 7 земаља.
1. Аустралија 1
2. Бугарска 1
3. Чешка 1
4. Јапан 1
5. Румунија 1
6. Русија 3
7. САД 1

## Рекорди
| Рекорди пре почетка Светског првенства у дворани 1999. | Рекорди пре почетка Светског првенства у дворани 1999. | Рекорди пре почетка Светског првенства у дворани 1999. | Рекорди пре почетка Светског првенства у дворани 1999. | Рекорди пре почетка Светског првенства у дворани 1999. | Рекорди пре почетка Светског првенства у дворани 1999. |
| ------------------------------------------------------ | ------------------------------------------------------ | ------------------------------------------------------ | ------------------------------------------------------ | ------------------------------------------------------ | ------------------------------------------------------ |
| Светски рекорд                                         | 2,07                                                   | Хајке Хенкел                                           | Немачка                                                | Карлсруе, Немачка                                      | 8. фебруар 1992.                                       |
| Рекорди светских првенстава у дворани                  | 2,05                                                   | Стефка Костадинова                                     | Бугарска                                               | Индијанаполис САД                                      | 8. март 1987.                                          |
| Најбољи резултат сезоне у дворани                      | 2,03                                                   | Моника Јагар                                           | Румунија                                               | Букурешт, Румунија                                     | 23. јануар 1999.                                       |
| Европски рекорд                                        | 2,07                                                   | Хајке Хенкел                                           | Немачка                                                | Карлсруе, Немачка                                      | 8. фебруар 1992.                                       |
| Северноамерички рекорд                                 | 2,01                                                   | Јоамнет Кинтеро                                        | Куба                                                   | Берелин, Немачка                                       | 5. март 1993.                                          |
| Северноамерички рекорд                                 | 2,01                                                   | Тиша Волер                                             | Сједињене Државе                                       | Атланта, САД                                           | 27. фебруар 1998.                                      |
| Јужноамерички рекорд                                   |                                                        |                                                        |                                                        |                                                        |                                                        |
| Афрички рекорд                                         |                                                        |                                                        |                                                        |                                                        |                                                        |
| Азијски рекорд                                         | 1,98                                                   | Светлана Залевска                                      | Казахстан                                              | Самара, Русија                                         | 2. март 1996.                                          |
| Океанијски рекорд                                      | 1,97                                                   | Елисон Инверарити                                      | Аустралија                                             | Торонто, Канада                                        | 13. март 1993.                                         |

### Најбољи резултати у 1999. години
Десет најбољих атлетичарки године у скоку увис у дворани пре почетка првенства (4. марта 1999), имале су следећи пласман.
| 1.  | Моника Јагар, Румунија         | 2,03 | 23. јануар  |
| 2.  | Јулија Љахова, Русија          | 2,00 | 5 фебруар   |
| 3.  | Викторија Серјогина, Русија    | 1,98 | 29. јануар  |
| 4.  | Зузана Хлавонова, Чешка        | 1,97 | 21. фебруар |
| 5.  | Јелена Гуљајева, Русија        | 1,96 | 10. фебруар |
| 5.  | Татјана Шевчик, Белорусија     | 1,96 | 27. фебруар |
| 5.  | Тиша Волер, Сједињене Државе   | 1,96 | 27. фебруар |
| 5.  | Марија–Мелова Хенкел, Словачка | 1,96 | 27. фебруар |
| 9.  | Ерин Олдрич, Сједињене Државе  | 1,95 | 13. фебруар |
| 10. | Јевгенија Жданова, Русија      | 1,94 | 18. фебруар |

Такмичарке чија су имена подебљана учествују на СП 1999.

## Освајачице медаља
|                           |                        |                |
| Христина Калчева Бугарска | Зузана Хлавонова Чешка | Тиша Волер САД |

## Резултати

### Финале
Финале је одржано 5. марта са почетком у 15:20 часова. Почетна висина била је 1,85 м.,
| Место | Атлетичар           | Земља    | ЛР   | ЛРС  | 1,85 | 1,90 | 1,93 | 1,96 | 1,99 | Рез. | Бел.  |
| ----- | ------------------- | -------- | ---- | ---- | ---- | ---- | ---- | ---- | ---- | ---- | ----- |
|       | Христина Калчева    | Бугарска |      | 1,92 | o    | xo   | xo   | o    | xo   | 1,99 | ЛРд   |
|       | Зузана Хлавонова    | Чешка    | 1,97 | 1,97 | o    | o    | o    | o    | xxx  | 1,96 |       |
|       | Тиша Волер          | САД      | 2,01 | 1,96 | o    | o    | o    | xxo  | xxx  | 1,96 | =ЛРСд |
| 4.    | Моника Јагар        | Румунија | 2,03 | 2,03 | o    | o    | xo   | xxx  |      | 1,93 |       |
| 5.    | Марија Мелова       | Словачка | 1,96 | 1,96 | o    | xxo  | xo   | xxx  |      | 1,93 |       |
| 6.    | Јулија Љахова       | Русија   | 2,00 | 2,00 | o    | o    | xxx  |      |      | 1,90 |       |
| 7.    | Викторија Серјогина | Русија   | 1,98 | 1,98 | o    | xo   | xxx  |      |      | 1,90 |       |
| 8.    | Мики Имаи           | Јапан    | 1,91 | 1,86 | o    | xxx  |      |      |      | 1,85 |       |

Подебљани лични рекорди су и национални рекорди земље коју такмичар представља.